# Gunther von Minnigerode
Gunther von Minnigerode (Osterode am Harz, 6 de outubro de 1929 – Göttingen, 31 de outubro de 1998) foi um físico alemão.
Gunther von Minnigerode estudou física na Universidade de Göttingen onde obteve em 1959 um doutorado, orientado por Rudolf Hilsch e em 1966 a habilitação. Em 1967 foi chamado para ser professor da cátedra de física aplicada na Universidade de Colônia, retornando em 1972 para a Universidade de Göttingen como professor de física experimental e diretor do Instituto de Física. Lá lecionou a grande aula de dois semestres Introdução à Física I e II na tradição de seu antecessor Robert Wichard Pohl.
Os pontos principais de suas pesquisas foram em física do estado sólido, em especial na área da supercondutividade de metais e oxidos, bem como a microscopia de sonda por varrimento. Teve cuidadoso interesse na coleção de aparelhos físicos históricos.
Gunther von Minnigerode foi desde 1979 membro da Academia de Ciências de Göttingen, da qual foi presidente de 1988 a 1992. De 1985 a 1987 foi vice-presidente da Universidade de Göttingen. Foi membro da Academia de Ciências de Nova York.
Morreu depois de meio ano após tornar-se professor emérito. Konrad Samwer sucedeu-o na cátedra de Física Experimental.